# Джон Дащак
Джон Дащак — британський оперний тенор. Він дебютував у Королівській опері в 1996 році і багато виступав у Європі.
Батько Дащака був українцем, а мати англійкою.
Дащак навчався в Гілдголській школі музики та драми, Королівському Північному коледжі музики та Академії літературного мистецтва в Озімо, Італія.